# Джулиано, Джеффри
Джеффри Джулиано (англ. Geoffrey Giuliano; род. 11 сентября 1953, Рочестер, Нью-Йорк, США) — американский писатель и киноактёр, получивший наибольшую известность как автор биографий участников The Beatles Джона Леннона, Пола Маккартни и Джорджа Харрисона, а также лидера группы The Who Пита Таунсенда. Книги Джулиано переведены на голландский, французский, немецкий, итальянский, японский, польский, португальский, испанский и вьетнамский языки.
До того, как стать писателем, Джулиано работал на рекламное агентство Vickers & Bensons в Торонто. Будучи вегетарианцем, он в течение около полутора лет изображал клоуна Рональда Макдональда в шоу The Ronald McDonald Safety Show. В 1990 году он заявил, что не хочет больше зарабатывать на смерти животных и эксплуатации детей. Впоследствии он выступил с обличающими корпорацию McDonald’s заявлениями и извинился за участие в распространении лжи: «Я промывал мозги молодым людям, убеждая их поступать неправильно. Я хочу извиниться перед детьми во всём мире за то, что убеждал их покупать и отдавать миллионы долларов на убийство животных».
В 1997 году он изменил своё юридическое имя на Джаганнатха Даса.
В 2021 году состоялась премьера первого сезона южнокорейского драматического сериала Netlfix «Игра в кальмара», где Джулиано исполнил роль VIP-гостя № 4.

## Биография
Джулиано родился младшим из 5 детей в городе Рочестер, штат Нью-Йорк. Его детство прошло в маленьких городках Альбион и Олькотт. Когда Джулиано исполнилось 12 лет, он вместе с матерью переехал жить во Флориду, в город Тампа. Там он впервые заинтересовался искусством (в особенности актёрским) и индуистской философией.

## Избранная фильмография
| Год  | Русское название | Оригинальное название | Роль          |
| ---- | ---------------- | --------------------- | ------------- |
| 2021 | Игра в кальмара  | 오징어 게임           | VIP-гость № 4 |